# Personaggi di Final Fantasy XVI
La seguente è una lista di tutti i personaggi apparsi in Final Fantasy XVI, l'action RPG sviluppato e prodotto da Square Enix e rilasciato il 22 giugno 2023.

## Personaggi principali

### Clive Rosfield
Clive Rosfield (クライヴ・ロズフィールド?, Kuraivu Rozufīrudo) è il protagonista e personaggio giocabile di Final Fantasy XVI. È il primogenito dell'Arciduca di Rosaria, che viene però disprezzato dopo non essere riuscito a risvegliarsi come Dominante dell'Eikon Fenice. Per compensare, si addestra come spadaccino e diventa il Primo Scudo di suo fratello minore Joshua, che ha ereditato il potere della Fenice. Joshua condivide in cambio parte dei suoi poteri con Clive, che può così utilizzare la magia. Quando Clive è adolescente, sua madre Anabella tradisce Rosaria alleandosi con il Sacro Impero di Sanbreque e, la notte del tradimento, un oscuro secondo Eikon del Fuoco, Ifrit, apparentemente uccide Joshua. Schiavizzato come soldato sacrificabile da schierare in prima linea nell'esercito imperiale, Clive giura di vendicarsi di Ifrit, ma scopre più tardi di esserne lui stesso il Dominante. In seguito, diserta dall'esercito imperiale per salvare la sua migliore amica d'infanzia Jill e si unisce al fuorilegge Cid. Il suo nuovo obiettivo, incoraggiato da Cid, diventa così quello di distruggere i Cristalli Madre di Valisthea per porre fine alla Piaga, che sta drasticamente riducendo il numero di terre abitabili. Alla morte di Cid, Clive ne eredita il nome e continua la sua missione insieme alla Jill, con la quale ha anche una relazione. Tuttavia, Clive si rivela essere il risvegliato "Mythos", un ricettacolo che l'essere alieno noto come Ultima intende possedere per usarlo come catalizzatore per lanciare un incantesimo che riporti in vita la sua razza. Clive però si oppone, assumendo agli occhi di Ultima il nome ribelle di "Logos", e si sacrifica per distruggere Ultima e insieme a lui l'ultimo Cristallo Madre, eliminando così la magia da Valisthea. Viene visto per l'ultima volta sdraiato su una spiaggia in seguito alla distruzione della fortezza di Ultima, con il braccio sinistro pietrificato, e il suo destino è volutamente lasciato ambiguo. È doppiato in giapponese da Yuma Uchida (adulto) e da Yūya Uchida (ragazzo), in inglese da Ben Starr e in italiano da Alessandro Capra.
L'aspetto di Clive è basato su quello dell'archetipo del principe dell'oscurità. Takahashi ha creato la sua armatura e i suoi abiti perché ricordassero nello specifico un piccolo paese, dando però a Clive una corporatura robusta per renderlo "interessante" agli occhi del mercato occidentale. Inizialmente avrebbe dovuto avere i capelli argentei, ma in seguito il colore venne cambiato con il nero per riflettere le tematiche oscure del gioco. L'estetica di Clive è frutto di una collaborazione tra il team artistico e quello della CGI, con quest'ultimo che si è impegnato per rendere il modello di Clive più realistico e naturale. Il nome è stato invece scelto perché a Yoshida piaceva come suonava. Ben Starr, doppiatore inglese di Clive, inizialmente aveva fatto le audizioni per il ruolo di un personaggio secondario, ma agli sviluppatori la sua voce piacque così tanto che lo scelsero come Clive. Starr stesso ammise di essere stato inizialmente molto spaventato dal suo primo grande ruolo e che, per aiutarsi, si rifece molto all'interpretazione di Justin Theroux nella serie The Leftovers - Svaniti nel nulla.

### Joshua Rosfield
Joshua Rosfield (ジョシュア・ロズフィールド?, Joshua Rozufīrudo) è il fratello minore di Clive, secondogenito dell'Arciduca di Rosaria e Dominante della Fenice. Malaticcio e schivo rispetto al fratello, è riluttante nel compiere il suo dovere in qualità di Dominante. Dopo aver visto attaccata la sua nazione e suo padre ucciso davanti ai suoi occhi, Joshua si risveglia come Fenice, attaccando chiunque indiscriminatamente finché Ifrit non si manifesta e apparentemente lo uccide. In realtà, il potere della Fenice gli ha permesso di sopravvivere e gli ha permesso di scoprire la verità su Ultima, decidendo così di impedirgli di rendere Clive una sua pedina, arrivando persino a sigillarne un frammento dentro il proprio corpo. Inizialmente si allea con Dion, poi si riunisce con Clive e i suoi alleati per lo scontro finale con Ultima. Viene mortalmente ferito quando Ultima riassorbe il frammento che gli era stato sottratto e, in fin di vita, si sacrifica per trasferire la Fenice a Clive. Il destino di Joshua rimane volutamente ambiguo dopo che Clive ne guarisce le ferite usando il potere di Ultima e, in una scena dopo i titoli di coda, un libro intitolato Final Fantasy si scopre essere stato scritto da "Joshua Rosfield". È doppiato in giapponese da Takeo Ōtsuka (adulto) e Natsumi Fujiwara (bambino), in inglese da Jonathan Case (adulto) e Logan Hannan (bambino) e in italiano da Andrea Oldani (adulto) e Arturo Sorino (bambino).
Takahashi ha sviluppato l'aspetto di Joshua per dare l'idea che fosse qualcuno da proteggere, rendendo invece la Fenice il "meno insolito" fra gli Eikon poiché a detta sua la Fenice è già un uccello molto imponente. La motion capture di Joshua è stata svolta da un attore la cui età era la stessa del personaggio, ma quando si è trattato di doppiare le frasi, il ragazzo ha avuto dei problemi vocali ed è stato costretto a cedere il ruolo. Hannan è stato scelto dopo che gli sviluppatori hanno assistito alla sua performance come il piccolo Hugo in A Plague Tale: Innocence.

### Cidolphus Telamon
Cidolphus Telamon (シドルファス・テラモーン?, Shidorufasu Teramōn), anche chiamato Cid (シド?, Shido) dai suoi amici, è il leader di una cellula ribelle di Valisthea che desidera liberare gli utilizzatori di magia dalla schiavitù e dagli abusi. Si tratta di un forestiero proveniente da fuori Valisthea che ha risvegliato i poteri dell'Eikon del Tuono, Ramuh, e si è inizialmente alleato con il Regno di Waloed, salvo poi disertare per via di una differenza di ideali. Dopo aver scoperto che i Cristalli Madre stanno prosciugando l'etere da Valisthea e sono la causa della Piaga, ha votato la sua vita a distruggerli, reclutando Clive e Jill per la sua causa. In seguito si scopre che sta lentamente morendo per via della maledizione della pietrificazione che affligge chi utilizza la magia per troppo tempo. Durante l'attacco al Cristallo Madre del Sacro Impero di Sanbreque, Cid viene attaccato e mortalmente ferito dal frammento di Ultima che si cela al suo interno e soccombe alle sue ferite dopo aver ceduto i poteri del suo Eikon a Clive. È doppiato in giapponese da Hiroshi Shirokuma, in inglese da Ralph Ineson e in italiano da Alberto Angrisano.
Cidolphus è l'iterazione di questo capitolo di un personaggio ricorrente della serie di Final Fantasy (per l'appunto "Cid"). Yoshida ha descritto Cid come una sorta di figura paterna per Clive. Il suo aspetto è volto invece a ricordare un uomo vissuto ma "fantastico". Ineson, che ha lavorato molto a videogiochi e serie televisive (fra le quali anche Il Trono di Spade) ha completato le riprese e il doppiaggio delle sue scene molto presto, ma ha continuato a collaborare con Ben Starr, scoprendo solo a sviluppo ultimato di che cosa si trattasse.

### Jill Warrick
Jill Warrick (ジル・ワーリック?, Jiru Wārikku) è la co-protagonista di Final Fantasy XVI. Ex-principessa degli ormai distrutti Territori Settentrionali, ha vissuto la sua infanzia con Clive e Joshua a Rosaria come ostaggio politico, crescendo però come una figlia adottiva. Dopo l'attacco di Sanbreque, si risveglia come Dominante di Shiva e viene schiavizzata e utilizzata come macchina da guerra dal Regno di Ferro. Salvata da Clive e Cid, si unisce alla loro causa, aiutandoli a distruggere i Cristalli Madre e infine vendicandosi del patriarca religioso del Regno di Ferro. In seguito alla morte di Cid, diventa consigliera e amica più fidata di Clive, con il quale sviluppa anche una relazione romantica. Ormai sfinita dopo aver utilizzato troppo a lungo il suo Eikon ed essere stata rapita da Barnabas, Jill perde la capacità di manifestarsi senza rischiare la vita e preferisce cedere il potere di Shiva a Clive. Durante lo scontro finale, rimane al rifugio e viene vista per l'ultima volta guardare il cielo speranzosa in un ritorno di Clive. È doppiata in giapponese da Megumi Han, in inglese da Charlotte McBurney (bambina) e Susannah Fielding (adulta) e in italiano da Beatrice Marulla (bambina) e Ilaria Silvestri (adulta).
L'idea che Takahashi aveva per Jill era quella di un personaggio che aveva sofferto molto nella vita, con un volto severo ma un comportamento a tratti quasi infantile. Shiva è stata invece progettata per essere regale, con tanto di tiara e mantello per renderla più maestosa. Come Starr, Field non era inizialmente preparata a un ruolo così importante e ai due vennero di conseguenza date molte scene con i personaggi insieme, così da far sì che i due attori potessero legare per rendere più vero il loro rapporto. Ha molto apprezzato la crescita di Jill da  figura debole e gracile a donna che riscopre la sua forza.

### Torgal
Torgal (トルガル?, Torugaru) è un fedele lupo compagno di Clive. Salvato quando era un cucciolo dai Territori Settentrionali distrutti dalla Piaga dopo essere stato separato dal suo branco, sopravvive alla furia  di Ifrit e viene trovato e accudito da Cid. Si riunisce in seguito con Clive e Jill, seguendoli in missione per gli anni a venire. Durante un'operazione di salvataggio, dimostra di saper incanalare la magia nel proprio corpo e riesce a salvare Clive e Jill da un'esecuzione. Torgal si rivela quindi essere un rarissimo lupo dei ghiacci, discendente da una stirpe che serviva la Dominante di Shiva, motivo per cui è capace di assorbire l'etere.
Quando si è trattato di descrivere l'aspetto di Torgal, Takahashi ricorda di aver inizialmente scelto un "cane giapponese" come punto di base. Tuttavia, ciò rese difficile renderlo credibile come compagno di battaglie, motivo per cui si scelse di rendere Torgal un lupo. Oltre alla sua versione adulta, Takahashi ha sviluppato anche la sua versione giovanile, che ha ammesso essere più "adorabile" di quanto non si aspettasse.

## Personaggi secondari

### Dion Lesage
Dion Lesage (ディオン・ルサージュ?, Dion Rusāju) è il principe del Sacro Impero di Sanbreque e Dominante di Bahamut, l'Eikon della Luce. Lord Comandante dei soldati dragoni imperiali, è amato dalla sua gente e temuto sul campo di battaglia. Quando Anabella inizia ad influenzare suo padre e insiste perché suo figlio Olivier venga reso erede al trono al posto di Dion, quest'ultimo lancia un colpo di Stato contro di lei incoraggiato da Joshua e dal suo amante e scudiero Terence. Dopo aver accidentalmente ucciso suo padre, cade temporaneamente sotto il controllo di Ultima, ma viene salvato da Clive e Joshua. Determinato a espiare i suoi peccati, si unisce a Clive e Joshua durante l'assalto finale alla fortezza volante di Origine, riuscendo a far entrare i due fratelli ma venendo ucciso da Ultima. È doppiato in giapponese da Yūichi Nakamura, in inglese da Stewart Clarke e in italiano da Luca Appetiti.
Al contrario di Clive, Dion è stato concepito come l'archetipo dell'eroico principe della luce. Il suo aspetto è deliberatamente basato su quello dei dragoni dei primi titoli di Final Fantasy. Inizialmente, Bahamut avrebbe dovuto essere molto più grande di quanto non appaia in gioco, anche se comunque alcuni tratti di questa vecchia estetica sopravvivono nelle mastodontiche ali e nella lunga coda.

### Ultima
Ultima (アルテマ?, Arutema) è l'antagonista principale del gioco, che però agisce per la maggior parte del tempo tramite delle pedine, come Barnabas. È l'avatar di un'antica civiltà aliena che ha rigettato la propria forma fisica per raggiungere Valisthea dopo che il loro pianeta natale è stato distrutto dalla Piaga perché avevano abusato della magia. La stirpe di Ultima è andata in ibernazione, creando i Cristalli Madre per raccogliere l'etere da Valisthea e lanciare un potente incantesimo che li avrebbe riportati in vita. Hanno anche creato la razza umana nella speranza che un giorno sarebbe nato "Mythos", un ricettacolo capace di assorbire il potere di tutti gli Eikon e che avrebbe potuto usare come conduttore per lanciare l'incantesimo, distruggendo Valisthea. Tuttavia, gli esseri umani hanno sviluppato una volontà propria, anche se Ultima ha continuato a manipolarli tramite i Cristalli Madre e il culto da essi scaturito. Il suo obiettivo viene quasi portato a termine con la distruzione dei Cristalli Madre, a insaputa di Clive. Con tutti i Cristalli Madre di Valisthea distrutti, Ultima lancia contro gli esseri umani un'enorme orda di Akashic, creature completamente corrotte dall'etere e ormai impazzite, e solleva nei cieli di Valisthea la fortezza volante chiamata Origine per prepararsi a lanciare l'incantesimo. Viene però sconfitto e assorbito da Clive, che usa il suo potere per distruggere la fortezza e rimuovere la magia da Valisthea, arrestando l'avanzata della Piaga una volta per tutte. È doppiato in giapponese da Mitsuru Miyamoto, in inglese da Harry Lloyd e in italiano da Paolo De Santis.

### Barnabas Thalmr
Barnabas Thalmr (バルナバス・ザルム?, Barunabasu Zarumu) è il Re di Waloed, che domina tutto il continente di Cineria, nonché Dominante di Odino, l'Eikon dell'Oscurità. Originario di una terra lontana, la sua famiglia era parte di un culto che venerava Ultima e, quando sua madre venne uccisa dalla folla inferocita che la vedeva come eretica, fuggì e raggiunse Valisthea, approdando a Cineria. Sotto il controllo di Ultima, prese parte al suo piano di sterminare l'umanità, trasformandosi in un Akashic senziente per poter vivere a sufficienza da servire il suo padrone fino alla fine. Si batte con Clive molteplici volte, con l'obiettivo di distruggere tutti i suoi legami e renderlo Mythos. Quando tutta la popolazione di Cineria viene resa Akashic, si scontra per l'ultima volta con Clive e viene sconfitto, cedendogli il suo Eikon prima di morire. È doppiato in giapponese da Gotaro Tsunashima, in inglese da David Menkin e in italiano da Fabrizio Dolce.
L'aspetto di Barnabas è stato sviluppato per trasmettere l'idea di un "re avvolto nel mistero", ispirandosi direttamente ai cavalieri neri dei giochi precedenti. Con il suo design, Takahashi voleva trasmettere sicurezza e al tempo stesso "vacuità". Odino è stato creato per apparire regale, ma allo stesso tempo sinistro, con l'elmo simile a un teschio. Menkin aveva già doppiato Magnus nell'espansione Shadowbringers di Final Fantasy XIV, basandosi molto su di essa per il suo ruolo come Barnabas. Ha definito però Barnabas il personaggio più interessante che abbia mai interpretato.

### Hugo Kupka
Hugo Kupka (フーゴ・クプカ?, Fūgo Kupuka) è il Dominante dell'Eikon della Terra, Titano, e di conseguenza la figura politica centrale della Repubblica di Dhalmekia. Inizialmente un soldato nell'esercito dhalmekiano, il suo risveglio come Dominante gli ha permesso di accumulare grandi ricchezze e potere, ingaggiando spesso battaglia con gli eserciti nemici e manipolando dall'interno il consiglio dhalmekiano. Ha una relazione amorosa con Benedikta e, alla sua morte, giura vendetta contro Clive e i suoi alleati, distruggendone il primo rifugio e assediando la capitale dell'ex-ducato di Rosaria. Durante il suo primo scontro con Clive, Hugo perde le mani e si vede sottratta una parte dei poteri del suo Eikon. Disperato e bramoso di vendetta, viene ingannato dagli agenti di Ultima e convinto ad abusare del potere del suo Cristallo Madre, trasformandosi in una versione mostruosa di Titano che Clive uccide. È doppiato in giapponese da Yasuhiro Mamiya, in inglese da Alex Lanipekun e in italiano da Francesco Rizzi.
L'aspetto di Hugo è stato molto divertente da sviluppare per Takahashi, che lo ha reso deliberatamente muscoloso e possente per dare l'idea che in questo mondo anche gli utilizzatori di magia sono prestanti fisicamente. Le gambe spinate di Titano simboleggiano la personalità spietata di Hugo. Lanipekun ha trovato la presenza imponente di Hugo sia in politica che in combattimento come la parte più stimolante e interessante da interpretare.

### Benedikta Harman
Benedikta Harman (ベネディクタ・ハーマン?, Benedikuta Hāman) è la leader dei servizi segreti di Waloed e Dominante dell'Eikon del Vento, Garuda. La sua vita in strada nella totale povertà prima che Barnabas e Cid la salvassero le ha fatto sviluppare una personalità fredda e manipolatrice. Lei e Cid avevano una relazione amorosa iniziata quando lui la salvò da degli schiavisti in passato, ma la sua diserzione la spinse a odiarlo. Da allora ha una relazione con Hugo, che però manipola per assicurarsi l'alleanza con Dhalmekia e per il quale non sembra nutrire nulla. Inizialmente funge da antagonista, ma quando Clive le sottrae parte del suo potere diviene emotivamente instabile e terrorizzata che Barnabas la cacci perché ormai inutile. Dopo essere stata attaccata da alcuni banditi che uccidono i suoi soldati e cercano di violentarla, perde completamente il controllo e si trasforma in Garuda, venendo poi uccisa da Clive quando questi si manifesta come Ifrit. In seguito alla sua morte, il suo cadavere viene martoriato da Barnabas e la sua testa mozzata viene consegnata a Hugo con la convinzione che sia stato Cid, cosa che lo porterà a distruggere il suo primo rifugio nelle terre morte di Ciclonia. È doppiata in giapponese da Akari Higuchi, in inglese da Nina Yndis e in italiano da Katia Sorrentino.
Takahashi ha sviluppato l'aspetto di Benedikta e di Garuda contemporaneamente, con Garuda che è stata uno dei primi due Eikon ad entrare in fase di sviluppo. Ha poi descritto l'aspetto di Benedikta come "onesto", senza messaggi subliminali o secondi fini. Come Menkin, anche Yndis aveva già doppiato un personaggio nell'espansione Shadowbringers del quattordicesimo capitolo, e anche lei come Ineson non ha saputo nulla del suo ruolo fino a gioco ultimato.

### Anabella Rosfield
Anabella Rosfield (アナベラ・ロズフィールド?, Anabera Rozufīrudo) è la madre di Clive e Joshua, Duchessa di Rosaria dopo essere stata costretta dai genitori a sposare suo cugino, l'Arciduca Elwin. In seguito, diviene Imperatrice di Sanbreque e funge da antagonista semi-principale per quasi tutto il gioco. Pur amando teneramente Joshua, disprezza profondamente Clive in quanto pur essendo il primogenito del discendente del Dominante della Fenice è nato senza poteri; inoltre non nutre particolare simpatia per Jill, vedendola semplicemente come una prigioniera politica. Per preservare la nobiltà del suo lignaggio, si allea con il Sacro Impero di Sanbreque, consegnandogli Rosaria e facendo schiavizzare Clive. Nel decennio che segue, Anabella sposa l'imperatore Sylvestre Lesage e ha da lui un figlio di nome Olivier, ignara del fatto che il bambino è in realtà nato morto e che sta venendo sfruttato come ricettacolo da Ultima per manipolare la corte imperiale di Sanbreque dall'interno. Manipola poi Sylvestre convincendolo a escludere Dion dalla corte in quanto figlio bastardo, riuscendoci quando l'imperatore nomina Olivier come suo erede. Furioso, Dion lancia un colpo di stato contro Anabella e uccide Olivier di fronte a lei. Impazzita per il dolore, Anabella si suicida tagliandosi la gola con un pugnale, nonostante i tentativi di Joshua di dissuaderla. È doppiata in giapponese da Yurika Hino, in inglese da Christina Cole e in italiano da Stefania De Peppe.

## Altri personaggi
- Gav (ガブ?, Gabu) è uno scout ed esploratore originariamente fedele a Cid che diventa poi un leale alleato di Clive nella sua impresa. Sopravvive all'assalto di Titano al primo rifugio, perdendo però un occhio, e continua ad assistere Clive e Jill con numerose ricognizioni attraverso le varie nazioni, diventandone un grande amico e un fido consigliere. Verso la fine del gioco, salva da Waloed una donna incinta sopravvissuta, la quale dopo la distruzione di Origine darà alla luce un bambino: il primo nato in un mondo senza magia. È doppiato in giapponese da Anri Katsu, in inglese da Christopher York e in italiano da Davide Fumagalli.
- Vivian Novestorie (ヴィヴィアン・ナインテールズ?, Vivian Naintēruzu) è la stratega di Clive. Ex-abitante del Dominio Cristallino e professoressa delle Città Libere di Kanver unitasi al rifugio dopo essere sopravvissuta a tre attentati da parte di persone che la ritenevano pericolosa in quanto voce "libera", conosce molto bene la situazione politica di Valisthea e aggiorna costantemente Clive su eventuali cambiamenti. È doppiata in giapponese da Yuki Anando, in inglese da Lara Sawalha e in italiano da Francesca Manicone.
- Midadol Telamon (ミドアドル・テラモーン?, Midoadoru Teramōn) è la figlia adottiva di Cid, un'esperta ingegnera che si unisce alla fazione di Clive quando Barnabas la prende di mira nel tentativo di attirare Clive allo scoperto. È la creatrice e pilota dell'Enterprise, una potente nave con motore a mithril che usa per navigare l'oceano di Valisthea. È doppiata in giapponese da Mai Yamane, in inglese da Katie Clarkson-Hill e in italiano da Elisa Giorgio.
- Elwin Rosfield (エルウィン・ロズフィールド?, Eruwin Rozufīrudo) è l'Arciduca di Rosaria e padre di Clive e Joshua. Ha ereditato il trono pur non essendo un Dominante per via della prematura morte di suo padre, e tratta Clive con gentilezza nonostante questi sia stato rifiutato dalla Fenice. Viene brutalmente ucciso davanti agli occhi di Joshua durante l'attacco di Sanbreque, portando alla sua trasformazione in Fenice. È doppiato in giapponese da Hiroyuki Kinoshita, in inglese da John Hopkins e in italiano da Lorenzo Scattorin.
- Sylvestre Lesage (シルヴェストル・ルサージュド?, Shiruvesutoru Rusāju) è l'Imperatore di Sanbreque, che ricopre il ruolo di antagonista minore. Inizialmente d'accordo con Anabella, cade sotto l'influenza di Ultima (che opera sotto le false sembianze di Olivier) e diventa un guerrafondaio, diseredando Dion e abdicando a favore di Olivier. Quando Dion cerca di uccidere Olivier durante il suo colpo di Stato, Sylvestre si frappone e viene ucciso al suo posto. È doppiato in giapponese da Kazuhiro Yamaji, in inglese da Andrew Havill e in italiano da Massimiliano Plinio.